# ديفيد برونسون إنغرام
ديفيد برونسون إنغرام (بالإنجليزية: David B. Ingram)‏ هو لاعب غولف وشخصية أعمال أمريكي، ولد في 1960.